# Onze-Lieve-Vrouw van Altijddurende Bijstandkerk (Deurne)

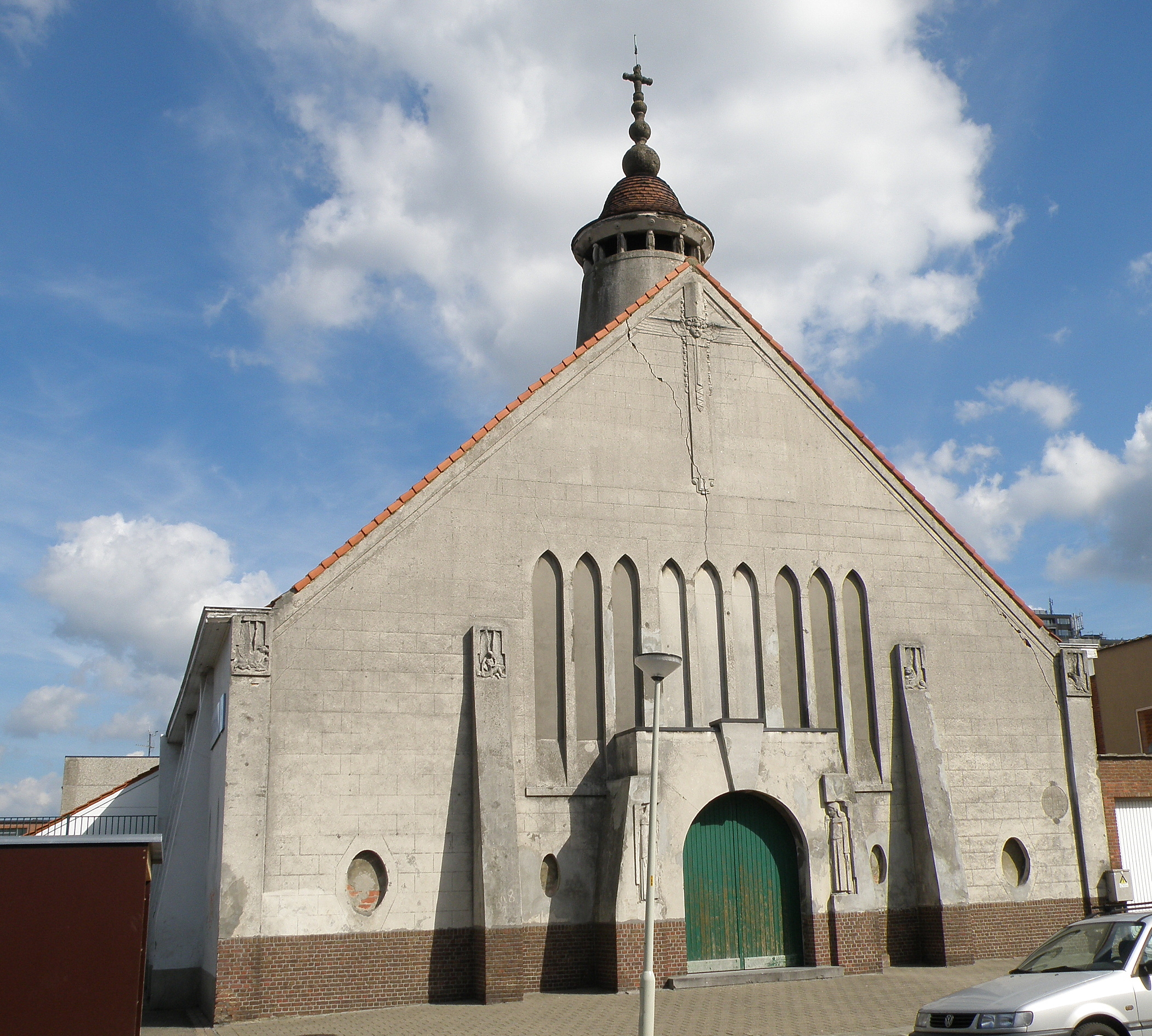
Voormalige kerk

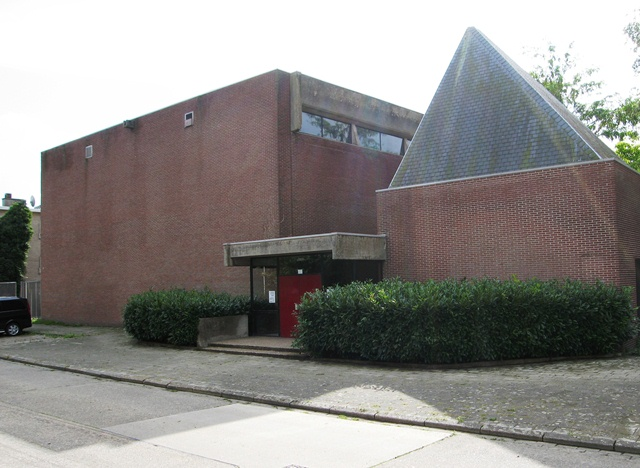
Huidige kerk

De Onze-Lieve-Vrouw van Altijddurende Bijstandkerk is een parochiekerk in de tot de gemeente Antwerpen behorende plaats Deurne, gelegen aan de Merksemsesteenweg 38.

## Geschiedenis

### Oude kerk
In 1924-1925 kwam aan Merksemsteenweg 36, onder leiding van parochiestichter priester Jozef Loos (Minderhout, 1890 - Emblem, 1955), een kerk gereed in art-decostijl, naar ontwerp van Jef Huygh. Het was een zaalkerk met recht afgesloten koor, gedekt door een zadeldak en voorzien van een dakruiter. Het kerkje had een monumentale ingangspartij, bekleed met natuursteen. Toen de naastliggende nieuwe kerk in 1968 gereed kwam zou de oude kerk aanvankelijk gesloopt worden, maar ze bleef behouden en werd omgebouwd tot sportzaal voor de naastliggende school.

### Nieuwe kerk
Omdat de oude kerk te klein was geworden werd in 1966-1968 een nieuwe kerk gebouwd naar ontwerp van Alfons Hoppenbrouwers.

## Gebouw
Het gebouw, in de stijl van het naoorlogs modernisme, omvat een liturgische ruimte op vrijwel rechthoekige plattegrond, met plat dak, en enkele bijgebouwen zoals een kapel met asymmetrisch piramidedak, ontmoetingsruimten, een sacristie en overige dienstgebouwen.
Het geheel is gebouwd in betonskelet en bekleed met voornamelijk baksteen.